# 法律引擎
法律引擎（英語：Legal Engine）是一家美国法律网站，为律师、学生和公众提供法律在线资源，包括美国联邦、州、县和地方法律的链接，国际法和美国最高法院判决以及网络法等。
该网站由休·赫德利（Hugh Hedley）和巴里·古德曼（Barry Goodman）共同创办，是一个法律搜索引擎（legal search engine）。
法律引擎网站域名legalengine.com注册于1999年9月3日。该网站一个法律信息的良好来源，在这里检索和检索结果搜索都是免费的。不过，当用户想获取一份正式的法律文件，需要花费大约10美元。